# Stigmella flavipedella
Stigmella flavipedella là một loài bướm đêm thuộc họ Nepticulidae. Nó được tìm thấy ở Ohio và Kentucky.

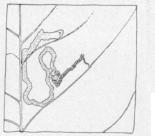
Mine

Sải cánh dài 3.6–5 mm. Con trưởng thành bay vào tháng 3, tháng 5 và đầu tháng 6, và mid-July và tháng 8. Larvae have been collected in tháng 6 và late tháng 7 và in late tháng 8 và tháng 9. Có ba lứa một năm.
Ấu trùng ăn Quercus species, bao gồm Quercus platanoides, Quercus palustris, Quercus rubra và Quercus imbricaria.Chúng ăn lá nơi chúng làm tổ. 